# Cristián Zavala
Cristián Alexander Zavala Briones (* 3. August 1999 in Puente Alto) ist ein chilenischer Fußballspieler. Der Außenstürmer ist seit Dezember 2021 Nationalspieler.

## Karriere

### Verein
Cristián Zavala spielte in den Jugenden der Hauptstadtklubs CSD Colo-Colo und CD Magallanes. 2018 wechselte der Stürmer in die Profimannschaft von Coquimbo Unido, bei dem er im Juli des Jahres gegen die Santiago Wanderers in der Primera B debütierte. Am Saisonende gelang Zavala mit dem Klub der Aufstieg in die Primera División. In der Saison 2020 wurde Zavala an Fernández Vial in der Segunda División verliehen und wechselte danach zu Deportes Melipilla, bei dem er eine Saison blieb. Er unterschrieb anschließend einen Dreijahresvertrag bei Rekordmeister CSD Colo-Colo. Mit den Albos wurde er in der Saison 2022 Meister. 2023 wurde Zavala an Curicó Unido verliehen, kehrte für die Folgesaison aber wieder zu Colo-Colo zurück.

### Nationalmannschaft
In der Nationalmannschaft debütierte Cristián Zavala im Dezember 2021 beim Freundschaftsspiel gegen Mexiko. Unter Trainer Martín Lasarte wurde der Offensivspieler beim 2:2-Unentschieden in der 81. Spielminute für Joaquín Montecinos eingewechselt.

## Erfolge
Coquimbo
- Chilenischer Zweitliga-Meister: 2018

Colo-Colo
- Chilenischer Meister: 2022
- Chilenischer Supercup-Sieger: 2022